# Prętnik trójbarwny
Prętnik trójbarwny, prętnik miodowy (Trichogaster chuna) – gatunek słodkowodnej ryby okoniokształtnej z rodziny guramiowatych (Osphronemidae). Bywa hodowana w akwarium.

## Występowanie
Indie, Bangladesz

## Dymorfizm płciowy
- Samiec: ciało pomarańczowozłociste, przednia i dolna część głowy oraz brzuch czarne.
- Samica: ubarwienie niepozorne, szarawe.

Dorastają do 5 cm długości.

## Warunki hodowlane
Gatunek ten jest polecany zaawansowanym akwarystom. Prętników trójbarwnych nie wolno hodować razem z dużo większymi od nich rybami. Należy trzymać kilka osobników. Akwarium powinno być jasno oświetlone i dobrze zarośnięte drobnolistnymi roślinami.

## Warunki w akwarium
| Zalecane warunki w akwarium | Zalecane warunki w akwarium                                                         |
| --------------------------- | ----------------------------------------------------------------------------------- |
| Wielkość zbiornika          | średni                                                                              |
| Temperatura wody            | 24 – 28 °C                                                                          |
| Twardość wody               | miękka do średnio twardej 4 – 15°n                                                  |
| Skala pH                    | 6,0 – 7,5                                                                           |
| Pokarm                      | drobny żywy, mrożony i suchy (rureczniki, wazonkowce, rozwielitki, pokarmy firmowe) |

## Rozmnażanie
Ryba jajorodna.